# Johannes Didericus Doorman

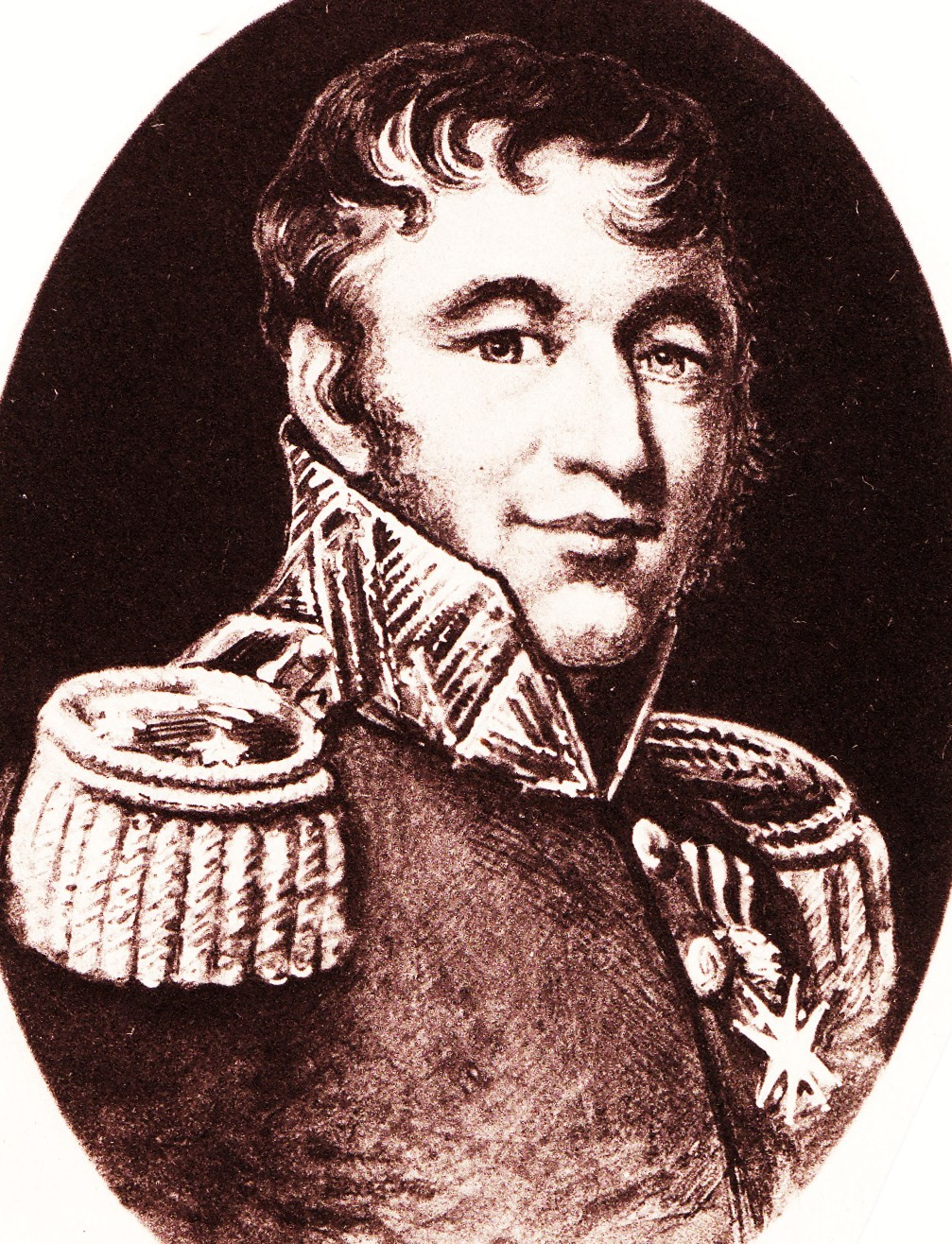
Generaal majoor Johannes Didericus Doorman

Johannes Didericus (ook Johannes Diderikus en Jan Diederik) Doorman (Delft, 29 december 1770 – Den Haag, 1 juli 1827) was een Nederlandse generaal-majoor. Hij was officier in de Militaire Willems-Orde.

## Levensloop
Gedurende zijn militaire carrière nam Doorman deel aan de veldtochten van 1793 (onder meer het beleg van Willemstad) en in 1794 aan de gevechten in Brabant en Vlaanderen. Op 6 juli 1794 raakte hij lichtgewond bij schermutselingen in de buurt van het dorp Waterloo. In 1796 nam hij deel aan de gevechten in Duitsland, keerde terug naar Nederland (1797) en vocht in Noord-Holland in 1799.
Doorman werd bij Koninklijk Besluit van 8 juli 1815 benoemd tot ridder in de Militaire Willems-Orde en op 19 februari 1824 door Willem I bevorderd tot officier. Doorman was toen directeur-generaal voor het materieel der artillerie en genie. Secretaris van Staat De Mey van Streefkerk had commissaris-generaal van Oorlog d'Aubremé in een brief laten weten dat de koning had bedacht dat hij, wanneer hij militairen voor verdiensten in vredestijd officier in de Militaire Willems-Orde maakte, in geval van latere "uitstekende krijgsdaden voor de vijand verrigt" geen beloning meer kon bedenken. De commandeursgraad van de Willemsorde was immers gereserveerd voor generaals die een veldslag of veldtocht wonnen of een vesting innamen. De bewindsman verving daarom de meeste al opgemaakte voordrachten door voordrachten voor benoemingen in de Orde van de Nederlandse Leeuw. Dat voor kolonel Doorman een uitzondering werd gemaakt lag besloten in de omstandigheid dat ook de eerdere decoraties voor verbeteringen van de vestingen aan de zuidgrens officierschappen in de Willemsorde waren geweest. Men kon Doorman en de op dezelfde dag geridderde eerste-kapitein-ingenieur Bos niet bij hun collegae achterstellen. Doorman werd gepensioneerd op 28 december 1826 en overleed nauwelijks een half jaar later op 1 juli 1827.

## Staat van dienst van Doorman
- Kanonnier bij het corps artillerie, sinds 17 december 1787.
- Korporaal; 11 februari 1793.
- Bombardier; 14 december 1793.
- Luitenant bij het tweede bataljon artillerie; 2 juli 1795.
- Eerste luitenant bij het tweede bataljon artillerie; 31 augustus 1799.
- Aangesteld als chef van het Bureau der Artillerie bij het Ministerie van Oorlog; 17 juni 1808.
- Ontslagen als chef van het Bureau der Artillerie bij het Ministerie van Oorlog; 31 december 1810, vanwege de vereniging van Holland met Frankrijk.
- Benoemd door luitenant-generaal Krayenhoff, gouverneur van Amsterdam, tot chef van zijn staf; 25 november 1813.
- Commissaris bij het Bureau der Genie van het Departement van Oorlog; 10 april 1814.
- Luitenant-kolonel bij de Generale Staf; 6 oktober 1814.
- Kolonel bij de Generale Staf; 19 augustus 1815.
- Generaal-majoor; 20 oktober 1825, als directeur voor het Materieel der Artillerie en Genie bij het Departement van Oorlog.

## Trivia
Doorman begon in 1810 een boekhandel te Amsterdam aan de Warmoesstraat. Deze zaak werd in 1828 voortgezet als "De Erven Doorman" te Den Haag. Hij was de chef van de staf van de generaal Krayenhoff, de gouverneur van de stad Amsterdam, en speelde zo een rol bij de omwenteling aldaar in november 1813. Op 20 mei 1815 sprak prins Frederik der Nederlanden zijn dank uit voor het door Doorman uitgebrachte handboekje voor kanonniers. Op 20 januari 1822 herhaalde de prins dit voor het uitbrengen van het vervolgstuk van het Memoriaal voor de officieren van Artillerie en Genie en op 2 juni 1824 voor het laatst uitgekomen stuk van het zevende deel van het genoemde Memoriaal. Doorman was de overgrootvader van schout-bij-nacht Karel Doorman en schermer-kapitein Jetze Doorman.